# Rosie Huntington-Whiteley
Rosie Alice Huntington-Whiteley (Plymouth, 18 d'abril de 1987) és una model, actriu, dissenyadora de moda i empresària anglesa. És coneguda pel seu treball per a la marca de llenceria Victoria's Secret, per ser la model publicitària del perfum Burberry Body el 2011, pel seu treball amb els grans magatzems Marks & Spencer i per la seva col·laboració creativa amb la marca de moda Paige.

## Trajectòria
Ha fet de model de passarel·la per a Prada, Givenchy, Burberry, Oscar de la Renta, Valentino, Michael Kors, Roberto Cavalli, Balmain, Louis Vuitton, DSquared2, Badgley Mischka, Blumarine, Marchesa, Vivienne Tam, Versace, Vera Wang, Betsey Johnson, Alberta Ferretti, Prada, Giles Deacon i Moschino.
També ha aparegut en campanyes publicitàries de Dolce & Gabbana, Nirav Modi, Ralph Lauren, DKNY, Escada, Leon Max, Prabal Gurung, Karen Millen, Loewe, Bulgari, Tommy Hilfiger, BCBG, Thomas Wylde, Clinique, Sportmax, Topshop, French Connection, Levi's, Macy's i Bloomingdale's.
Pel que fa a la seva carrera com a actriu, es va fer coneguda pels papers secundaris a la pel·lícula de 2011 Transformers: Dark of the Moon i a la pel·lícula de 2015 Mad Max: fúria a la carretera. Va fumar per última vegada el 2012 i des d'aleshores va deixar el tabac.
Des de l'any 2010, manté una relació amb l'actor Jason Statham. El gener de 2016, el seu representant va confirmar que s'havien compromès. El 9 de febrer de 2017, va anunciar que estava embarassada del primer fill de la parella. El seu fill va néixer el juny d'aquell mateix any.

## Reconeixements
Huntington-Whiteley va rebre els Premis Elle Style a la Model de l'any el 2009, Top Style Icon de 2012 i Model de l'any el 2015. El 2011 va ser elegida número 1 a la llista Hot 100 de la revista Maxim i va rebre el Premi especial de l'editor als premis Glamour. Als premis Women of the Year de la revista de moda Harper's Bazaar va ser nomenada Model de l'any el 2014 i Empresària de l'any el 2016.
El juliol de 2011, Huntington-Whiteley ocupava el lloc número 15 de la llista The Money Girls i el número 3 de la llista de Top 20 Sexiest Models a models.com. També va ser votada número 22 a l'enquesta de la dona més sexy del món de la revista mensual FHM el 2015. El 2016 i el 2017, Huntington-Whiteley va aparèixer al número 5 de la llista Forbes de models més ben pagades del món amb uns guanys estimats 9 i 9,5 milions de dòlars respectivament.

## Filmografia

### Cinema
| Any  | Títol                          | Personatge            |
| ---- | ------------------------------ | --------------------- |
| 2009 | Love Me Tender... Or Else      | La noia               |
| 2011 | Transformers: Dark of the Moon | Carly Spencer         |
| 2015 | Mad Max: fúria a la carretera  | Angharad l'esplèndida |